# التلميح
يُعد التلميح شيئاً يقترحه المتحدث أو يتضمنه الكلام.

## الاستخدام
يساعد التلميح على التواصل بفعالية أكبر من قول الشيء صراحةً. تُعد هذه الظاهرة جزءاً من التداوليات (فرع في علم اللغة). صاغ الفيلسوف إتش بي جرايس هذا المصطلح سنة 1975م. ميز جرايس بين تلميحات المحادثة، التي تنشأ من توقع المتحدثين لاحترام القواعد العامة، وبين المحادثات التقليدية، المرتبطة بكلمات معينة مثل «لكن» أو «لذلك». مثلًا الحوار التالي:
(أ): لقد نفد الوقود.
(ب): توجد هناك محطة وقود عند الزاوية.
هنا لم يقل (ب) صراحةً إن محطة الوقود مفتوحة، لكنهُ يُشير إلى ذلك ضمنيًا، وإلا كانَ تعليقهُ خارج السياقّ. ينظر للتلميح الضِمني في المحادث التقليدية مُقارنةً بالدلالاتِ، أنه ليسَ أمراً حتمياً أو مؤكداً بل هو قابل للإلغاء. لذلك قد يُكمل (ب) دون تناقض:
(ب): لكن لسوء الحظ إنها مُغلقة اليوم.
مثال على المعنى الضِمني «دونوفان فقير لكن سعيد»، تُشير كلمة «لكن» إلى إحساس التناقض بين أن تكون فقيراً وأن تكون سعيداً. لاحقاً قدم اللغويون تعريفات دقيقة ومختلفة للمصطلح، ما أدى إلى أفكار مختلفة قليلاً حول أي جزء من المعلومات المنقولة بواسطة الكلام يكون ضمنياً وأيها لا.

## التلميح في النظريات المتصلة

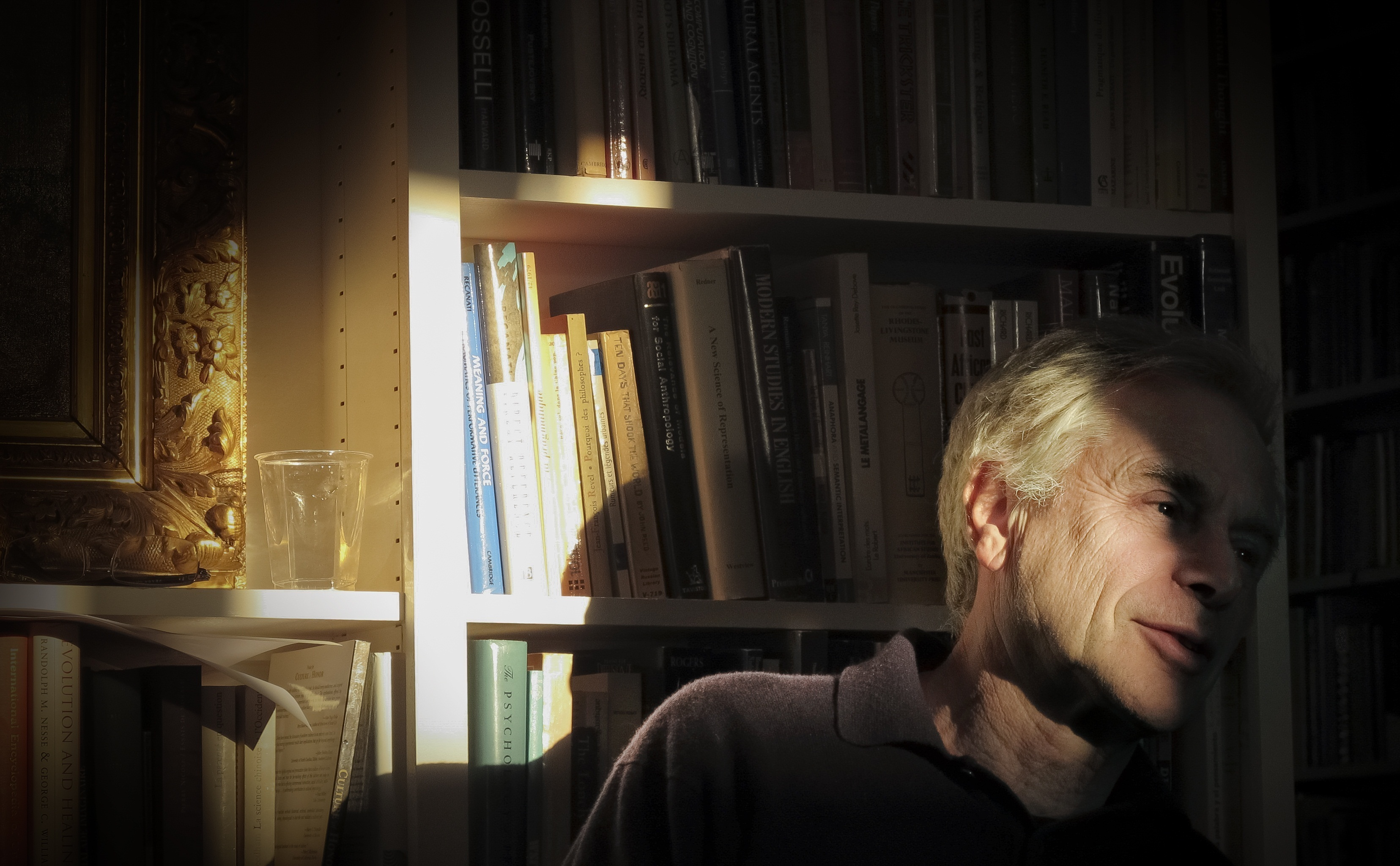
دان سبيربر، الذي طور النظريه المتصله مع ديرد ولسون

في الإطار المعروف بنظريات الصلة، يُعرف التلميح بأنه نظير للتفسير. تكون تفسيرات الكلام إفتراضات توصل وتُطور من الشكل المنطقي -الحدس أو المعنى الحرفي- بتوفير معلومات إضافية من السياق، بتوضيح التعبيرات الغامضة وتخصيص مراجع للضمائر والمتغيرات الأخرى ونحو ذلك. الإفتراضات المنقولة التي لا يمكن الحصول عليها بهذه الطريقة تُعد من التلميحات. مثلًا، إذا قال بيتر:
أخبرتني سوزان أن ثمار الكيوي كانت حامضة جداً.
في سياق مشاركة سوزان في مسابقة الفاكهة، قد يصل المستمع إلى التفسير التالي:
أخبرت سوزان بيتر أن الكيوي كان حامضًا جدًا في رأي حكام المسابقة.
لنفترض الآن أن لكل من بيتر والمستمع إمكانية الوصول لمعلومات السياق، مثل:
تُعد سوزان طموحه، إذا خسرت في شيء ما فستكون حزينة جداً.
إعتمد بيتر أن المستمع سينشط هذه المعرفة، لذلك تعد هذه فرضية متضمنة. يستطيع المستمع الآن رسم التلميحات السياقية مثل:
+< تحتاج سوزان إلى التشجيع.
+ <يريدني بيتر أن أتصل بسوزان لأشجعها.
إذا أراد بيتر أن يصل المستمع إلى هذه التلميحات، فهي تُعد إستنتاجات ضمنية. المقدمات والإستنتاجات المتضمنة هما نوعان من الآثار الضمنية بالمعنى النظري الملائم.
لا يوجد فاصل دقيق بين التلميحات، والآثار غير المقصودة التي ربما يرسمها المرسل إليه، التي تعد جزءاً من المعنى المقصود للكلام. مثلاً، قد لا يكون هناك توافق في الآراء حول:
+< ؟ أرادني بيتر أن اشتري لسوزان بعض الشيكولاتة لإسعادها.
هذا الإفتراض ليس مؤكداً بناءً على الكلام السابق، في حين «تحتاج سوزان إلى التشجيع» هو إستنتاج أساسي أكثر إرتباطاً بالسياق.

### مبدأ الصلة
تنبع كل من التفسيرات والتلميحات من مبدأ التواصل، وهو على عكس مبدأ جرايس تعاوني وليس إلزامياً، يسري ذلك عندما يتواصل شخص ما وتكون الأفعال التواصلية وصفية وليست إلزامية. من ثم قد تظهر التلميحات تحديداً لأن المتصل غير متعاون. لذلك يمكن لنظريات الصلة تفسير المثال التالي: إذا كان (ب) يعرف أين يعيش جيراد، وكانت «في مكان ما في جنوب فرنسا»، وهي الإجابة الأكثر صلة بما يلائم خيارات (ب)، فيعني ذلك أن (ب) غير راغب في الكشف عما يعرفه.